# Manfred Schroeder

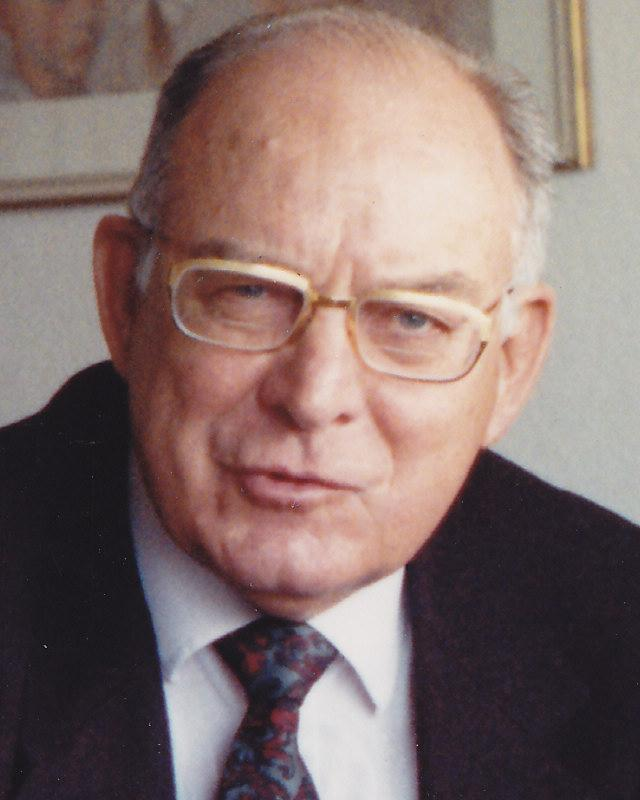
Manfred Schroeder, 1993 in Göttingen

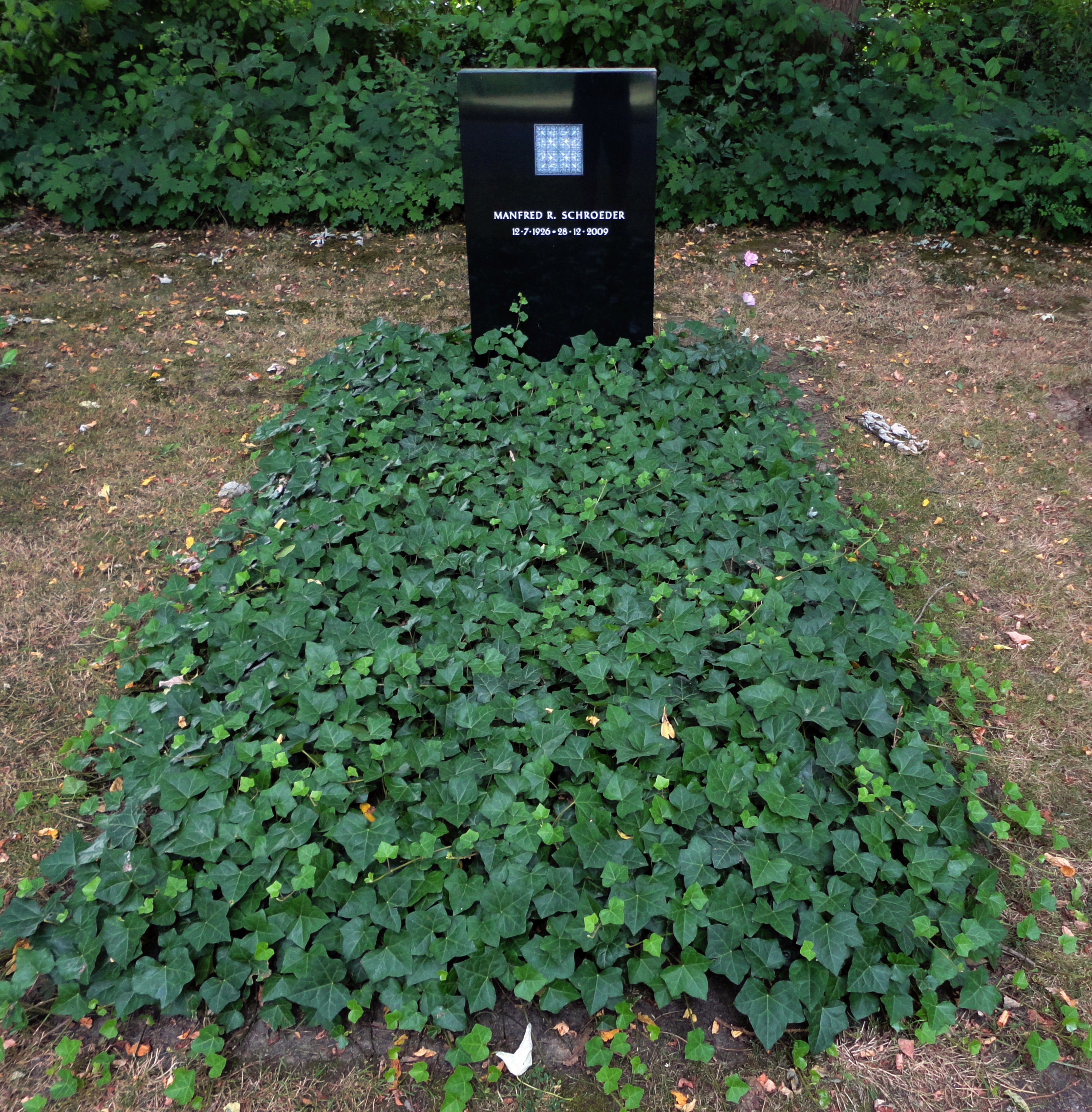
Göttingen, Parkfriedhof Junkerberg, Ehrengrab für Manfred Schroeder

Manfred Robert Schroeder (* 12. Juli 1926 in Ahlen; † 28. Dezember 2009) war ein deutscher theoretischer Physiker, der sich vor allem mit Akustik beschäftigte.

## Leben und Werk
Manfred R. Schroeder wurde am 12. Juli 1926 in Ahlen geboren. In seiner Jugend entwickelte er eine Leidenschaft für Radiotechnik und baute eigene Kurzwellensender und -empfänger. Trotz staatlicher Beschränkungen hörte er heimlich BBC-Sendungen. Mit 16 Jahren wurde er während des Zweiten Weltkriegs zur deutschen Luftwaffe eingezogen und in einer Flugabwehreinheit in Polen und später in den Niederlanden eingesetzt. Aufgrund seines technischen Talents erhielt er eine Ausbildung im Umgang mit Radar zur Entfernungs- und Richtungsbestimmung.
Nach Kriegsende kehrte Schroeder nach Deutschland zurück und setzte seine Ausbildung fort. Er studierte Mathematik (Vordiplom 1951) und Physik an der Universität Göttingen, wo er bei Erwin Meyer 1952 promoviert wurde (über die Verteilung von Eigenfrequenzen in Hohlräumen.)
1954 ging er in die USA, wo er eine Stelle in der Forschungsabteilung der ATT Bell Laboratories in Murray Hill in New Jersey annahm (und weiter bis 1987 externes Mitglied war). Hier verlagerte sich seine Forschungstätigkeit in Richtung Telekommunikation. Er entwickelte Sprachcodierer für die Erhaltung der Bandbreite bei der Sprachübertragung. 1958 wurde er zum Leiter der Forschungsabteilung für Akustik ernannt, und 1963 wurde er Direktor des Akustik- und Sprachforschungslabors. In New York lernte er seine Ehefrau Anny kennen. Er erhielt die amerikanische Staatsbürgerschaft.
1969 wurde er Professor am 3. Physikalischen Instituts in Göttingen, wo er nach dem Tod von Meyer 1972 Direktor und 1991 emeritiert wurde. Daraufhin verlegte er seinen Wohnsitz nach Göttingen, behielt aber seine Verbindung zu den Bell Laboratories und seinen Wohnsitz in Berkeley Heights, New Jersey bei. 1987 beendete Schroeder seine Tätigkeiten für Bell Labs. 1991 emeritierte er in Göttingen, blieb aber bis 1994 Institutsleiter und unterhielt bis zu seinem Tod ein Büro an der Universität. Sein Interesse an Kommunikation, Akustik und Zahlentheorie ließ nie nach. So fügte er seiner Publikationsliste ein drittes Buch mit dem Titel Computer Speech: Erkennung, Komprimierung, Synthese
Schroeder trug maßgeblich zur Entwicklung von Technologien bei, die bei der Optimierung von Räumen wie Konzertsälen genutzt werden, deren Akustik er unter anderem mit speziellen, nach zahlentheoretischen Prinzipien entworfenen Diffusoren verbesserte. Seine erste Beratung auf diesem Gebiet hatte er für die Konzerthalle des Lincoln Center in New York 1962, wo er und Kollegen unter anderem Methoden zur Messung der Nachhallzeiten entwickelten. Bei den Bell Labs erfand er auch Codes zur Datenkompression (Linear Predictive Coding, Code Excited Linear Prediction), die heute beispielsweise in Mobiltelefonen Anwendung finden, und beschäftigte sich mit synthetischer Spracherzeugung und Computergraphik. Nicht zuletzt ist er für einige Bücher bekannt, die beispielhaft und mit didaktischem Geschick die Anwendbarkeit der Mathematik (speziell Zahlentheorie, Potenzfunktions-Skalierungsgesetze bei Fraktalen) in den verschiedensten Bereichen illustrieren, unter anderem durch sein Buch Fractals, Chaos, Power Laws: Minutes from an Infinite Paradise, das sich mit nichtlinearen Phänomenen in der Natur befasst.
Schroeder untersuchte die Akustik von 22 der weltweit renommiertesten Konzertsäle, darunter auch ikonische Säle wie den Wiener Musikvereinssaal, mit dem Ziel, akustische Eigenschaften systematisch zu vergleichen und zu verstehen, welche Faktoren zu einer ausgezeichneten Akustik beitragen. Dabei nutzte er innovative Messtechniken, darunter den Einsatz von Maximum Length Sequences  zur Messung der Impulsantworten von Räumen. Die Studie führte zur Entwicklung von Messmethoden, die es ermöglichen, die Akustik eines Saals präzise zu analysieren, ohne physisch vor Ort sein zu müssen und später zur Grundlage für moderne akustische Simulationen und Designs von Konzerthäusern wurden.
Schroeder erhielt die Goldmedaille der Acoustical Society of America, die Rayleigh-Medaille (Institute of Acoustics) des Britischen Institute of Acoustics und die Helmholtz-Medaille der Deutschen Gesellschaft für Akustik. 2004 erhielt er den Technologiepreis der Eduard-Rhein-Stiftung. Er war Mitglied der American Academy of Arts and Sciences (1986), der New York Academy of Sciences und der Akademie der Wissenschaften zu Göttingen. Weiterhin war er „Auswärtiges Wissenschaftliches Mitglied“ des Max-Planck-Instituts für biophysikalische Chemie in Göttingen.
Schroeder hielt rund 45 Patente. Er arbeitete mit Pierre Boulez bei der Planung der Akustik in dessen Forschungszentrum im Centre Pompidou in Paris zusammen.
Er war verheiratet und hatte drei Kinder. Manfred Schroeder starb im Dezember 2009 im Alter von 83 Jahren.

## Schriften
- Number Theory in Science and Communication – With Applications in Cryptography, Physics, Digital Information, Computing, and Self-Similarity. Springer, 1984. 5. Auflage 2009.
- Computer Speech: Recognition, Compression, Synthesis. Springer, 1999, ISBN 3-540-64397-4.
- Fractals, Chaos, Power Laws: Minutes from an Infinite Paradise. Freeman, ISBN 0-7167-2357-3.
- Number theory and the real world. In: Mathematical Intelligencer. Nr. 4, 1985.
- Zahlentheorie in der Physik. In: Physikalische Blätter., Band 50, 1994, S. 1123–1128. doi:10.1002/phbl.19940501206
- Die Akustik von Konzertsälen: Physik und Psychophysik, Physikalische Blätter, Band 55, 1999, S. 47–50, doi:10.1002/phbl.19990551110
- Hundert Jahre Friedrich Hund: Ein Rückblick auf das Wirken eines bedeutenden Physikers. . Nachrichten der Akademie der Wissenschaften in Göttingen, 1996. (Beiträge von G. Eilenberger, K. Hentschel, G. Herzberg, D. Langbein, H. Rechenberg, I. Supek, H. G. Walther, C. F. v. Weizsäcker.)